# Заолешенский сельсовет
Заолеше́нский сельсовет — муниципальное образование со статусом сельского поселения в Суджанском районе Курской области Российской Федерации.
Административный центр — слобода Заолешенка.

## История
Статус и границы сельсовета установлены Законом Курской области от 21 октября 2004 года № 48-ЗКО «О муниципальных образованиях Курской области».
Законом Курской области от 26 апреля 2010 года № 26-ЗКО в состав сельсовета включены населённые пункты упразднённого Гоголевского сельсовета.

## Население
| 2002  | 2010  | 2012  | 2013  | 2014  | 2015  | 2016  |
| ----- | ----- | ----- | ----- | ----- | ----- | ----- |
| 3024  | ↗3306 | ↘3243 | ↗3264 | ↗3304 | ↗3350 | ↗3365 |
| 2017  | 2018  | 2019  | 2020  | 2021  |       |       |
| ↗3434 | ↗3472 | ↘3431 | ↘3383 | ↘3090 |       |       |

## Состав сельского поселения
| № | Населённый пункт | Тип населённого пункта          | Население |
| - | ---------------- | ------------------------------- | --------- |
| 1 | 1-й Княжий       | хутор                           | ↘192      |
| 2 | Гоголевка        | село                            | ↘184      |
| 3 | Заолешенка       | слобода, административный центр | ↘2679     |
| 4 | Олешня           | хутор                           | ↘104      |
| 5 | Рубанщина        | деревня                         | ↘147      |